# Masonska tajna
Tema masonske tajne jedan je od ključnih elemenata inicijacije u slobodnom zidarstvu. U razdoblju operativnih zidarskih cehova, "tajne" obrta, koje su majstori pomno čuvali, prenosile su se među radnicima na gradilištu. Spekulativno slobodno zidarstvo (filozofsko slobodno zidarstvo), koje je kulturološki preuzela dio tih simbola, formalno se strukturirala u Engleskoj 1717. godine u obliku velikih loža. Od tada, od svojih članova zahtijeva obvezivanje na diskreciju, s ciljem očuvanja tajnosti simboličkih sredstava prepoznavanja svojih pripadnika, uključujući "znakove, riječi i rukovanja".
Iako su te "tajne" objavljene i razotkrivene javnosti već tijekom 1730-ih godina u Engleskoj i Francuskoj, slobodni zidari su ih nastavili poštovati i strogo se suzdržavali od njihovog otkrivanja izvan loža. S vremenom je tema tajnosti evoluirala, te se danas razlikuju povijesni, inicijacijski, filozofski i praktični aspekti masonske tajne.

## "Tajne" u slobodnom zidarstvu
Nekadašnja operativna bratstva u Engleskoj i Škotskoj prepoznavala su obrtničku stručnost radnika kroz "masonsku riječ". Njeno poznavanje omogućavalo je pojedincu da bude priznat kao šegrt i uživa prava koja su mu pripadala prema njegovom znanju. Stari rukopisi objašnjavaju prednosti ovakvog sustava u očuvanju obrtničke vještine.
Kod spekulativnih slobodnih zidara, obveza čuvanja tajne obično je propisana pravilima velikih loža. Andersonove Konstitucije ne spominju nikakve tajne, već samo preporučuju diskreciju.

### Obred starih dužnosti
U srednjovjekovnim cehovima u Engleskoj, primanje novog člana odvijalo se kroz ritualnu ceremoniju, poznatu kao Obred starih dužnosti prema francuskom autoru Patricku Négrieru, iako povijesni dokumenti ne potvrđuju postojanje takvog formalnog obreda. Taj obred obuhvaćao je tri ključna dijela:
- Kandidat je polagao ruku na knjigu cehovskih dužnosti dok su mu čitani njeni propisi.
- Slijedila je kratka svečana prisega kojom se od kandidata tražilo poštivanje pravila.
- Na kraju, kandidat je bio upozoren da bi kršenje tih obveza predstavljalo ozbiljan prekršaj pred Bogom.

### Obred masonske riječi
Obred poznat kao Obred masonske riječi, koji se pojavio u Škotskoj, u Loži "Kilwinning", između 1628. i 1636. godine, ima dvije posebnosti:
- U pravilu ne uključuje prijenos tajnih znakova ili riječi, iako kasniji zapisi poput Rukopis Velike lože br. 2, Harrisov rukopis br. 1, Buchananov rukopis i Colnski rukopis br. 1 (oko 1685.) spominju određene iznimke.[4]
- Prisega se polagala na "Knjigu dužnosti" obrta, a ne na Bibliju, što je bilo u skladu s protestantskom tradicijom i evanđeoskom zabranom zaklinjanja (Matej 5,34-36[6]).

### Vrste tajni
Postoje tri osnovne vrste masonskih tajni:
- Prva se odnosi na tajne obreda, slične onima iz drevnog spekulativnog slobodnog zidarstva. One obuhvaćaju riječi, znakove, simbole, izvođenje ceremonija i druge obredne elemente.
- Druga vrsta tajne odnosi se na članstvo. Iako slobodni zidar može otkriti vlastitu pripadnost slobodnom zidarstvu, ni pod kojim okolnostima ne smije otkriti članstvo druge osobe.
- Treća tajna odnosi se na unutarnji život masonske lože i njezine rasprave. Rasprave i zaključci tijekom sastanka ne smiju se otkrivati osobama koje nisu nazočile. Samo službeni zapisnik može biti dostupan onima koji nisu bili prisutni.

## Razotkrivanja masonskih tajni
Masonska tajna bila je razotkrivena javnosti već od samih početaka spekulativnog slobodnog zidarstva. Među najstarijim i najpoznatijim razotkrivanjima spadaju:
- Ispitivanje slobodnih zidara (engl. A Mason's Examination), objavljeno u Londonu u travnju 1723. godine.[7]
- Raskrinkana masonerija (engl. Masonry Dissected) Samuela Pricharda, tiskana u Londonu 1730. godine.[8]
- Recepcija slobodnog zidara (fran. La réception d'un frey-maçon), prvo otkrivanje na francuskom jeziku, objavljeno 1738. u Gazette de Hollande.[9]
- Tri različita udarca (engl. Three Distinct Knocks), poznato razotkrivanje objavljeno u Londonu 1760. godine.[10]

## Kontroverze
Pojava visokih masonskih stupnjeva od 1740-ih godina izazvala je nove rasprave o "masonskoj tajni". Krajem 19. stoljeća pojavila se tvrdnja, koju su podržavali i neki slobodni zidari i njihovi protivnici, prema kojoj "prava masonska tajna" nije ona koja je izložena u raznim objavama ili policijskim izvještajima. Prema ovoj teoriji, koja je ostala neprovjerena i često povezana s teorijama urote, samo pripadnici najviših stupnjeva imaju pravo znanje o stvarnoj tajni slobodnog zidarstva.